# (33249) Pamelasvenson
1998 HE22 (asteroide 33249) é um asteroide da cintura principal. Possui uma excentricidade de 0.05394700 e uma inclinação de 2.70583º.
Este asteroide foi descoberto no dia 20 de abril de 1998 por LINEAR em Socorro.